# Mail Isolation Control and Tracking
Mail Isolation Control and Tracking (MICT), sinngemäß übersetzt etwa Isolierung, Kontrolle und Nachverfolgung von Postsendungen, ist ein vormals geheimes Programm zur Massenüberwachung, das durch den United States Postal Service (USPS) durchgeführt wird. Dabei werden alle Briefumschläge, die vom USPS verarbeitet werden, fotografiert – im Jahr 2012 waren dies etwa 160 Milliarden – und mittels Texterkennung (OCR) in Klarschrift überführt. Auf Nachfrage der Strafverfolgungsbehörden kann so die postalische Korrespondenz nachträglich verfolgt werden. MICT wurde nach den Anthrax-Anschlägen 2001 eingeführt, die fünf Menschen – inklusive zweier Mitarbeiter von USPS – töteten.
Am 7. Juni 2013 offenbarte das US-amerikanische Federal Bureau of Investigation (FBI) die Existenz des MICT-Programmes. Dies geschah im Rahmen einer Diskussion des FBI-Ermittlungsfalls zu den mit Rizin versetzten Briefen, die an den US-Präsidenten Barack Obama und den Bürgermeister von New York City Michael Bloomberg versendet worden waren. Das FBI beschrieb in seiner Strafanzeige, dass das Programm benutzt worden war, um die Untersuchungen des FBIs auf die Attentäterin Shannon Guess Richardson einzugrenzen.
Der Experte für Computersicherheit und Datenschutz Bruce Schneier verglich MICT mit den Programmen der National Security Agency (NSA), die im Juni 2013 durch Edward Snowden veröffentlicht worden waren (→ Überwachungs- und Spionageaffäre 2013), und sagte: „Im Wesentlichen tun sie dasselbe wie die anderen Programme, sie sammeln die Informationen auf der Außenseite ihrer Post, die Metadaten, wenn man so will, die Namen, Adressen, Absenderadressen und die Orte des Abstempelns, was der Regierung eine ziemlich gute Karte ihrer Kontakte gibt, selbst wenn sie die Inhalte nicht lesen.“
James J. Wedick, ein früherer FBI-Agent, äußerte sich über MICT: „Es ist eine Schatzkiste voll mit Information. Durch das Ansehen auch nur der Außenhülle von Briefen und anderer Post kann ich sehen, wer ihre Bank ist, mit wem sie kommunizieren – alle Arten von nützlicher Information, die Strafverfolgern Anhaltspunkte gibt, die sie mit einer Subpoena weiter verfolgen können.“ Er ergänzte, dass das Programm „leicht missbraucht werden kann, weil es so einfach zu benutzen ist und weil man nicht über einen Richter gehen muss, um Informationen zu bekommen. Man muss nur ein Formular ausfüllen.“
Auch die Deutsche Post fotografiert die Adressen aller Postsendungen. Dies geschehe – so das Unternehmen gegenüber der Welt am Sonntag im August 2013 – für interne Zwecke, wie die Sicherstellung einer korrekten Zustellung. Darüber hinaus gäbe es längerfristige Pilotprojekte, in denen den US-amerikanischen Behörden entsprechende Daten von Geschäftskunden zur Verfügung gestellt würden. Ziel sei eine zukünftige Vereinfachung der Zollabfertigung.